# 中都乡 (溆浦县)
中都乡，是中华人民共和国湖南省怀化市溆浦县下辖的一个乡镇级行政单位。

## 行政区划
中都乡下辖以下地区：
桂花村、茅坡头村、沙溪村、蛟溪村、群山村、中联村、泗坪村、同等村、印坪村、高坪村和长坪村。